# Газенвинкель
Газенви́нкель (Hazewinkel) — дворянский род.
Определением Правительствующего Сената от 10 марта 1853 года утверждены постановления Псковского дворянского депутатского собрания от 11 октября 1829 и 22 сентября 1852 годов, о внесении в родословную книгу доктора медицины Вильгельма Егоровича Газенвинкель по Всемилостивейше пожалованному ему 8 ноября 1827 г. ордену св. Анны 3 степени, с сыновьями его: Борисом, Егором-Фридрихом, Николаем-Вольдемаром и Константином-Александром-Вильгельмом.
- Константин Борисович Газенвинкель (1850—1896) — юрист-этнограф и историк Сибири, член Киевской судебной палаты

## Описание герба
Вверху чёрного щита два золотых пояса. Внизу серебряный бегущий вправо заяц с червлёными глазами и языком.
Щит увенчан дворянским коронованным шлемом. Нашлемник: три павлиньих пера. Намёт: справа — чёрный с золотом, слева — чёрный с серебром. Герб Газенвинкеля внесён в Часть 13 Общего гербовника дворянских родов Всероссийской империи, стр. 79.